# Puente de La Barca
El puente de La Barca es un puente sobre el río Piedras, cerca de su desembocadura en el Paraje Natural Marismas del río Piedras y Flecha del Rompido, que une los municipios de Lepe y Cartaya (provincia de Huelva, Andalucía, España).
En el extremo oeste se encuentra la localidad de La Barca y en sus cercanías, río arriba, el Molino de la Barca.

## Historia
La actual ubicación del puente corresponde con una antigua zona de paso mediante barcas, de ahí su denominación actual. Algunos autores ubican este paso dentro de la vía 23 del Itinerario Antonino (ab ostio fluminis Anae Emeritam), aunque es probable que dicha calzada discurriera más al norte, hacia Sanlúcar de Guadiana.
En la Edad Media aparece mencionada como lugar de paso sobre el río a través de barcas, concretamente en el siglo XV. El marqués de Gibraleón Pedro de Zúñiga y Manrique de Lara, ganó un pleito a Alfonso de Guzmán, señor de Ayamonte y Lepe, por el cual pudo establecer este paso en barca a través del río Piedras y fundar junto a él la población de Cartaya para poder defender dicho paso.